# 千葉暢彦
千葉 暢彦（ちば　のぶひこ、1973年3月8日-）は岩手県盛岡市出身のラジオパーソナリティー。
主にエフエムラジオ新潟に出演している。

## 人物
- 岩手県盛岡市出身。

　中学時代は新潟市立宮浦中学校で過ごす。
- 1990年代後半からFM KENTO、BSNラジオなどで新潟のインディーズ紹介番組を担当。その後FM PORTで土曜早朝の番組を担当した後、2010年現在はほぼFM-NIIGATA専属の状態にある。
- 2016年9月9日放送のSOUND SPLASH内に於いて、同月いっぱいで FM-NIIGATAを卒業(退社)する、と発表した。
- 同年11月1日、新潟県のローカルタレントの今井美穂との婚約を発表[1]

## 出演番組
- SOUND SPLASH（木・金曜日　16:00～18:55担当）2005年～2016年
- ATTK SHOW（月曜日   11:30〜11:55担当）2017年～